# Hyalomma anatolicum
Hyalomma anatolicum es una especie de garrapata dura del género Hyalomma, familia Ixodidae, orden Ixodida. Es vector biológico de enfermedades como la teileriosis tropical que ataca al ganado.

## Distribución
Se distribuye por Asia: Pakistán, China, India, Iraq, Irán y Emiratos Árabes Unidos.

## Taxonomía
Fue descrita por Koch en 1844.